# Тураншах
Ел Малик ел Муазам Гајат ел Дин Тураншах (?, ? — ?, 2. мај 1250) био је син и наследник ајубидског владара Египта Ејуба.

## Биографија
Египатски султан Ејуб умире приликом крсташког похода на Мансуру током Седмог крсташког рата. Власт над Египтом преузима његова жена Шајар ал Дур у ишчекивању Тураншаха да се врати из Месопотамије. У савезу са мамелучким војсковођом Ејбаком, Шајар успешно одбија крсташки напад. Тураншах убрзо стиже у Египат и преузима престо. Потом је Ејбак тражио од Тураншаха већи удео у власти. Када договор није постигнут, Ејбак и Шајар изврше дворску револуцију. За султана проглашавају шестогодишњег ел Ашраф Мусу. Међутим, прави владар је био Ејбак.